# Nāḩiyat an Nashābīyah
Nāḩiyat an Nashābīyah (arabiska: ناحية النشابية) är ett subdistrikt i Syrien.   Det ligger i provinsen Rif Dimashq, i den sydvästra delen av landet, 28 km öster om huvudstaden Damaskus.
Trakten runt Nāḩiyat an Nashābīyah är ofruktbar med lite eller ingen växtlighet. Runt Nāḩiyat an Nashābīyah är det ganska tätbefolkat, med 75 invånare per kvadratkilometer.